# 北野徹
北野 徹（きたの とおる）は、日本のパーカッション奏者。大阪音楽大学理事長。元大阪音楽大学名誉教授。

## 経歴
明星高等学校を経て、大阪音楽大学器楽学科を卒業し、同大学院専攻科を修了した。 大学卒業後、ソロ・室内楽打楽器奏者としてパーカッション、ロック音楽と現代音楽を中心に演奏活動をおこない、その後、日本においてパーカッション奏者として活動している。
2024年4月に大阪音楽大学理事長に就任した。
大阪音楽大学以外の教育機関でも名誉教授や教授、講師を務めている。

## 受賞歴
- 1996年大阪文化祭賞金賞
- 1996年大阪府舞台芸術賞
- 1981年大阪府民劇場賞奨励賞
- 1979年音楽クリティック・クラブ賞 奨励賞
- 1979年大阪文化祭賞本賞(三度)
- 1975年音楽クリティック・クラブ賞・新人賞